# Amillano
Amillano (Amillao en euskera) es un concejo español del municipio de Allín, perteneciente a la Comunidad Foral de Navarra.

## Historia
Hacia mediados del siglo XIX, el lugar, ya por entonces perteneciente a Allín, tenía contabilizada una población de 37 habitantes. Aparece descrito en el segundo volumen del Diccionario geográfico-estadístico-histórico de España y sus posesiones de Ultramar de Pascual Madoz con las siguientes palabras:

AMILLANO: l. del valle y ayunt. de Allin en la prov., aud. terr. y c. g. de Navarra, merind. y part. jud. de Estella (19 leg.), dióc. de Pamplona (8), arciprestazgo de Yerrí: sit. á la márg. izq. del r. Urederra en parage elevado y pendiente con libre ventilacion y clima saludable. Tiene 8 casas y una igl. parr. dedicada á San Roman, servida por un cura llamado Abad, cuya vacante provée el diocesano mediante oposicion. Confina el térm. por N. con el de Echavarri (1/2 leg.), por E. con el de Eraul (1), por S. con el de Larrion (1/4), y por O. con el de Galdeano (igual dist.). Le atraviesa el espresado r. Urederra (conocido tambien con el nombre de Amescoa), cuyas cristalinas aguas aprovechan los hab. para surtido de sus casas, abrevadero de ganados, y otros usos de agricultura. El terreno, aunque desigual y escabroso, es bastante fértil; abraza 700 robadas, de las cuales 400 estan destinadas á cultivo, reputándose 25 de primera clase; 175 de segunda, y 200 de tercera. Tambien hay un monte poblado de encinas, donde se crian buenos pastos, asi como en las restantes tierras incultas. Prod. trigo, cebada, centeno, habas, alubias, cáñamo, lino, y hortaliza: hay ganado vacuno, lanar, cabrio y de cerda, y abundantes truchas en el r., acaso las mejores de Navarra. Pobl.: 8 vec., 37 alm.: contr.: con el valle de Allin.
(Madoz, 1845, p. 249)

## Demografía
En 2023, la entidad singular de población tenía empadronados veinticinco habitantes y el núcleo de población, también veinticinco.
| Evolución Demográfica | Evolución Demográfica | Evolución Demográfica | Evolución Demográfica | Evolución Demográfica | Evolución Demográfica | Evolución Demográfica | Evolución Demográfica | Evolución Demográfica | Evolución Demográfica | Evolución Demográfica |
| 1996                  | 1998                  | 1999                  | 2000                  | 2001                  | 2002                  | 2003                  | 2004                  | 2005                  | 2006                  | 2007                  |
| --------------------- | --------------------- | --------------------- | --------------------- | --------------------- | --------------------- | --------------------- | --------------------- | --------------------- | --------------------- | --------------------- |
| 24                    | 23                    | 23                    | 24                    | 21                    | 19                    | 17                    | 19                    | 21                    | 21                    | 18                    |

## Patrimonio

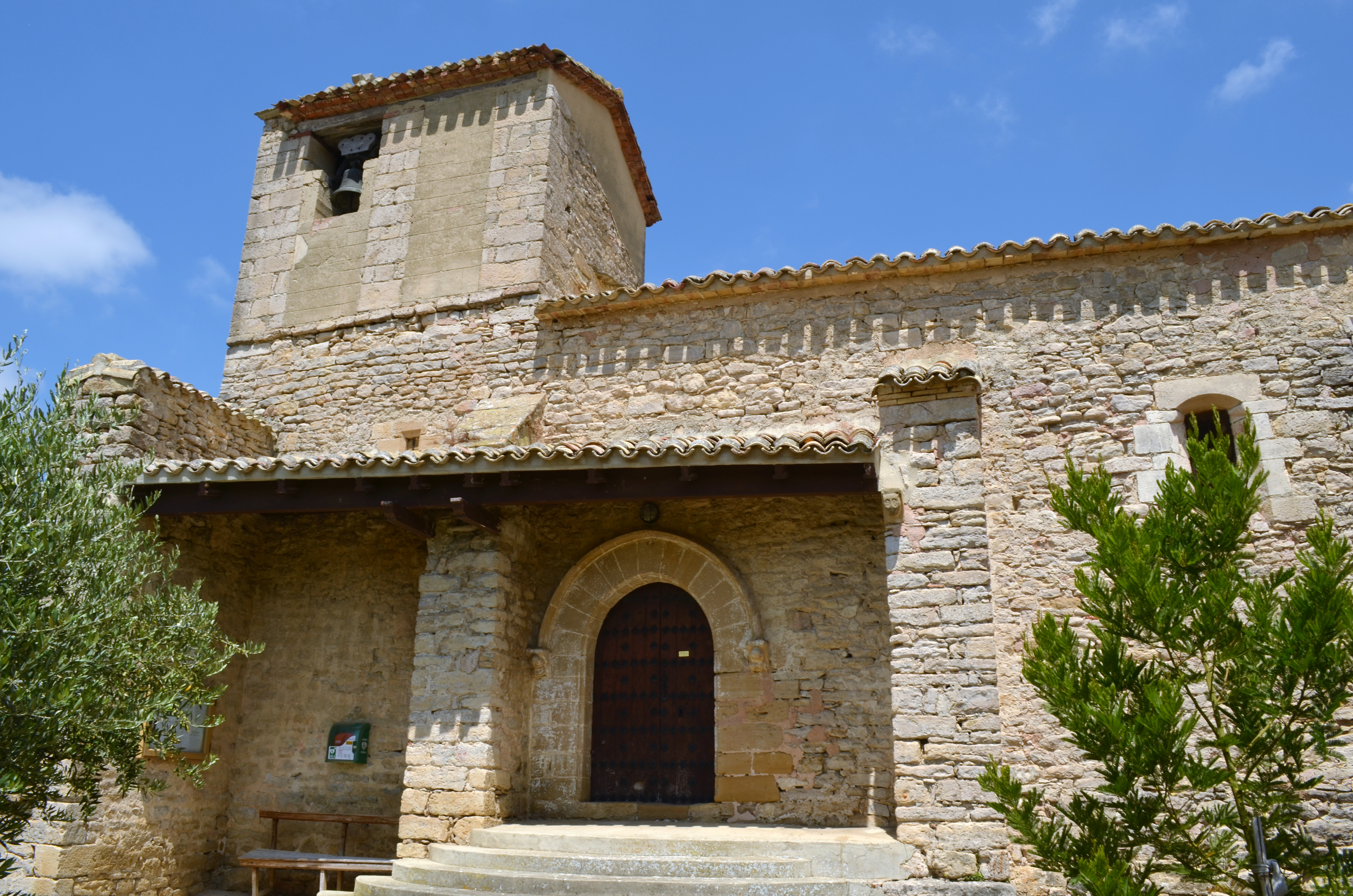
La iglesia de San Román

- Iglesia de San Román,[1] del siglo XIII, de influencia cisterciense.